# 山本雅俊

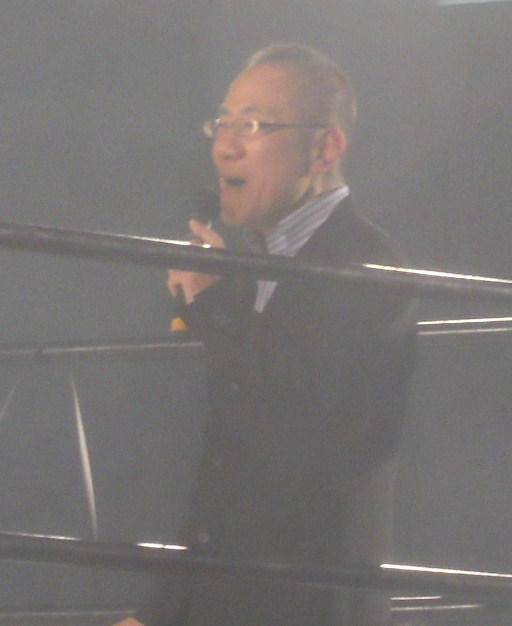
2010年5月4日
大日本プロレス横浜文化体育館大会

山本 雅俊（やまもと まさとし、1956年2月19日 - ）は、リングアナウンサー、VERY SMART代表。通称・ヤマモ。徳島県出身。

## 経歴
リングアナウンサーとして1986年のジャパン女子プロレスに旗揚げに参加。
ジャパン女子崩壊後は広報を務めていた篠崎清とともにJWP女子プロレスを設立し、共同代表に就任。メディア露出を通じて団体の知名度向上・コンセプト普及に貢献した。
JWPの一時活動停止を機に退社。その頃に旗揚げされたWJプロレス広報部長兼リングアナ、女子プロレス興行会社「エキサイティングボックス」代表取締役を経て、フリーランスに転じる。
現在はキックボクシング「J-NETWORK」オフィシャル・リングアナウンサーを務め、女子部門「J-GIRLS」ではスーパーバイザーも兼任する。キック以外にも多くのプロレス・格闘技団体に出向いている。